# Hector de La Ferrière
Pour les autres membres de la famille, voir Famille Artaud de La Ferrière.
Hector Arthaud de La Ferrière, ou Hector de La Ferrière en forme brève, né le 29 juillet 1809 à Lyon et mort le 1er mai 1896 à Paris, est un essayiste, historien et homme politique français. Il était de confession protestante.

## Biographie
Charles Claude Marie Hector Arthaud de La Ferrière est né le 29 juillet 1809 à Lyon, et mort le 1er mai 1896 à Paris.
On sait très peu de chose sur Hector de La Ferrière, membre de la Société des antiquaires de Normandie (en 1855), sinon qu'il mena une courte carrière politique dans l'Orne. Il résidait alors au château de Ronfeugerai, près de Flers, dans l'Orne.
Député au Corps législatif de 1859 à 1860, Hector de La Ferrière se présenta, le 30 octobre 1859, pour remplacer Wladimir Villedieu de Torcy et se trouva en concurrence avec un candidat indépendant. Son concurrent fut proclamé élu. L'élection fut invalidée, Hector de la Ferrière se représenta, le 22 avril 1860, et échoua une seconde fois contre Raphaël Villedieu de Torcy.
Il reçoit le prix Thérouanne en 1882 et le grand prix Gobert de l'Académie française en 1892 et 1895.

## Œuvres
Hector de La Ferrière eut une production abondante, concernant essentiellement le XVIe siècle. Trois périodes caractérisent son œuvre. Dans un premier temps Hector de La Ferrière alterne essais historiques et productions plus locales (jusqu'en 1862). Dans une seconde période, son travail se tourne davantage vers les relations internationales  (jusqu'en 1873). Enfin, dans sa dernière phase, son œuvre se tourne exclusivement vers le XVIe, et plus particulièrement l'amour en ce temps, y compris la restitution de romans de l'époque. Son œuvre fut poursuivie par Gustave Baguenault de Puchesse (1843-1922).    
Le temps des regrets
- Journal de la comtesse de Sanzay, Marguerite de La Motte Fouqué. Intérieur d'un château normand au XVIe siècle (1855) disponible sur archive.org
- Histoire de Flers, ses seigneurs, son industrie (1855) disponible ici
- Les La Borderie : étude sur une famille normande (1857) disponible ici
- Histoire du canton d'Athis, Orne et de ses communes, précédée d'une étude sur le protestantisme en Basse-Normandie (1858) disponible ici
- Le journal de la comtesse de Sanzay (1859) disponible ici
- Marguerite d'Angoulême (sœur de François Ier) : Son livre de dépenses (1540-1549) — Étude sur ses dernières années (1862) disponible ici
- Une fabrique de faïence à Lyon sous le règne de Henri II (1862) disponible sur archive.org

Les relations internationales
- Relations politiques de la France et de l'Espagne avec l'Écosse au XVIe siècle (1865)
- Deux années de mission à Saint-Pétersbourg : Manuscrits, lettres et documents historiques sortis de France en 1789 (1867) disponible ici ou ici
- Les chasses de François Ier racontées par Louis de Brézé, précédées de La chasse sous les Valois (1869) disponible ici
- La politique prussienne d'après Frédéric II (1870)
- La Normandie à l'étranger : Documents inédits relatifs à l'histoire de Normandie, tirés des archives étrangères XVIe et XVIIe siècles (1873)

Le XVIe et l'amour
- Lettres de Catherine de Médicis (1880)
- Les projets de mariage de la reine Élisabeth (1882)
- L'entrevue de Bayonne de 1565 (1883)
- Isabelle de Limeuil (1883)
- Trois amoureuses au XVIe siècle : Françoise de Rohan - Isabelle de Limeuil - La reine Margot (1885)
- Amour mondain, amour mystique (1888)
- Henri IV, le roi, l'amoureux (1890)
- Marguerite d'Angoulême, une véritable abbesse de Jouarre (1891)
- Deux drames d'amour (1894)
- La Saint-Barthélemy : la veille, le jour, le lendemain (1895)
- Les deux cours de France et d'Angleterre : Une duchesse d'Uzès du XVIe siècle – La chasse à courre au XVIe siècle – Marie Stuart – La cour et les favoris de Jacques Ier, 2e éd. (1895)
- Deux romans d'aventure au XVIe siècle : Arabella Stuart, Anne de Caumont, avec un portrait de l'auteur et une notice sur sa vie et ses écrits, par le comte Baguenault de Puchesse (1898)

Autres
- Blaise de Montluc, d'après sa correspondance inédite
- Histoire de France en Russie — Richelieu et Louis XIII, d'après des documents inédits